# Industrie- und Handelskammer

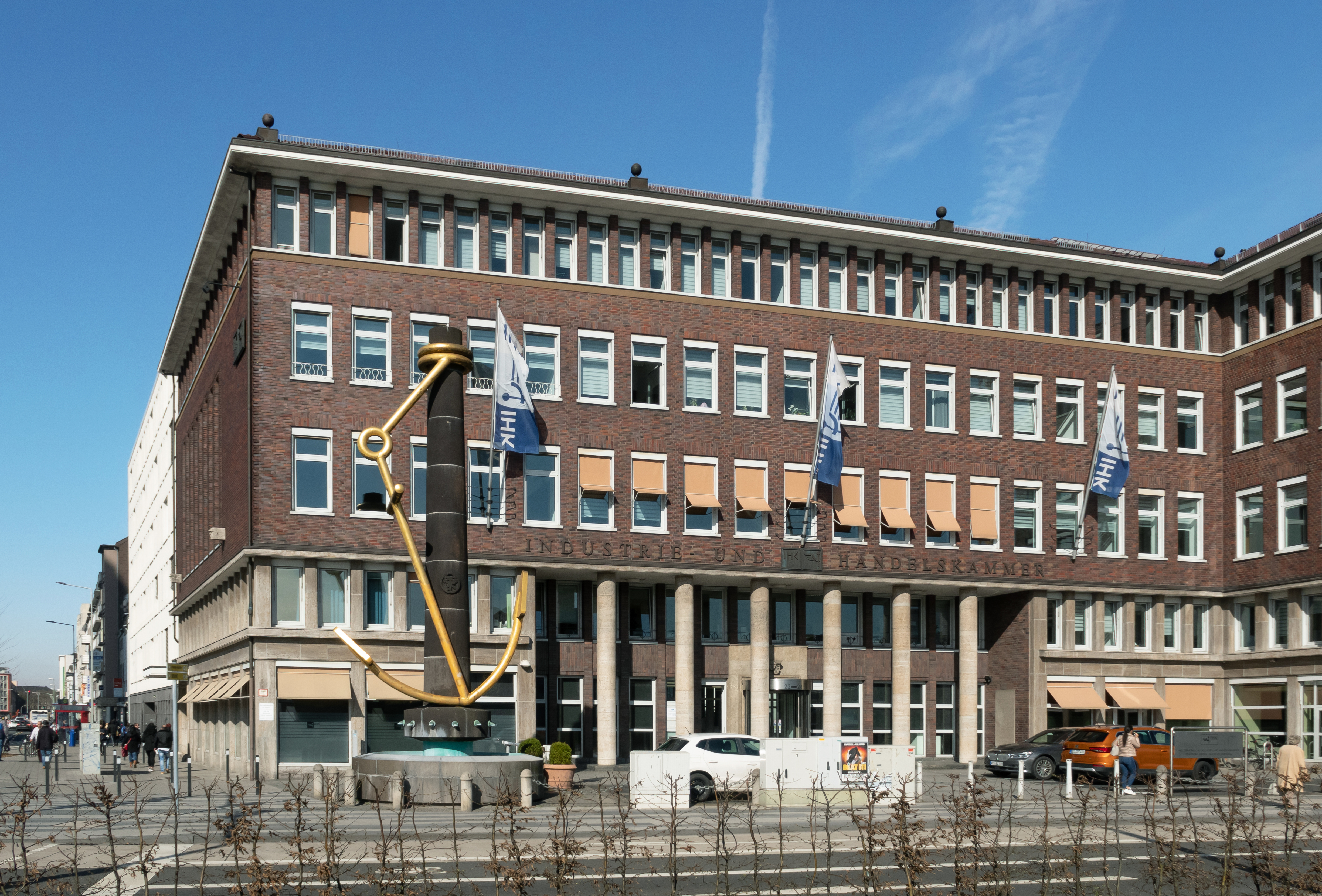
Niederrheinische Industrie- und Handelskammer Duisburg · Wesel · Kleve in Duisburg

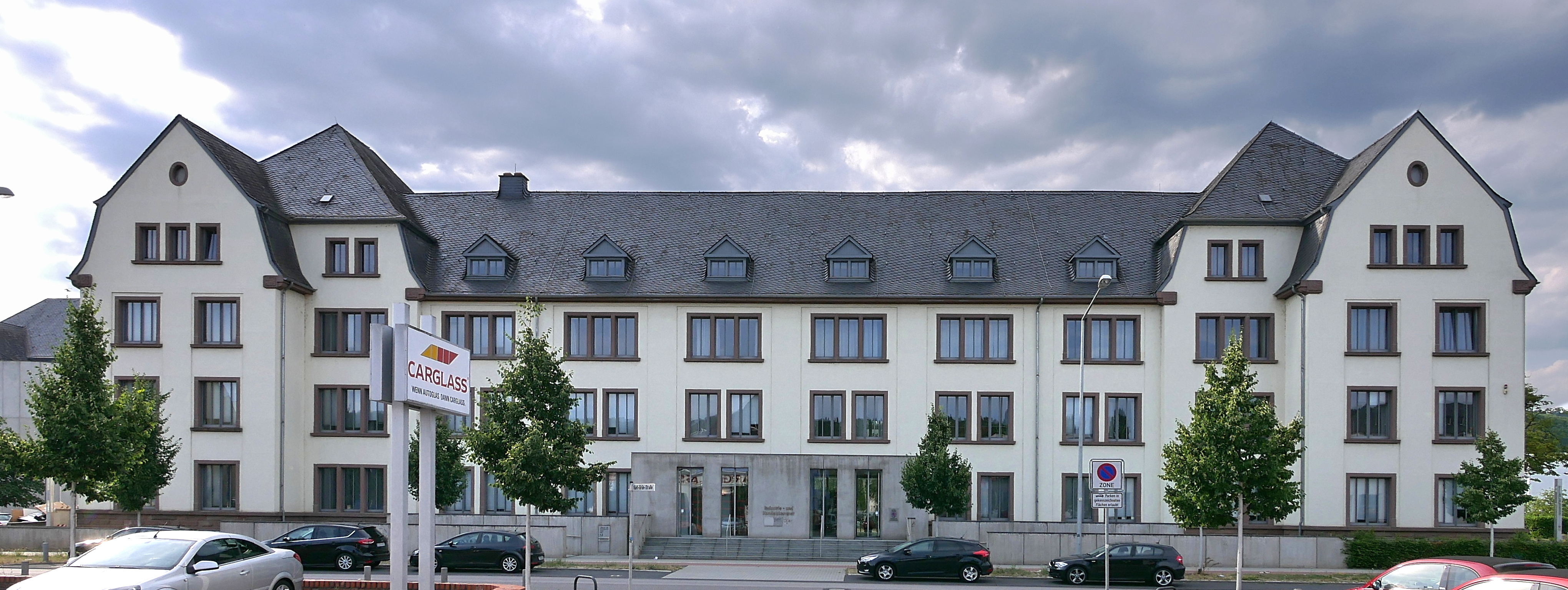
Hauptsitz der IHK Trier

Eine Industrie- und Handelskammer (Abkürzung IHK; auch Wirtschaftskammer, Handelskammer, Gewerbekammer, Handels- und Gewerbekammer, Kommerzkammer, Handelsdeputation, kaufmännische Ältestenkollegie; englisch Chamber of Commerce and Industry, kurz CCI) ist ein regional organisiertes, branchenübergreifendes Organ zur (Selbst-)Vertretung der kaufmännischen und industriellen Interessen von Unternehmern und Wirtschaftsunternehmen. In den meisten Ländern haben die Handelskammern jährlich einen Bericht über den Gang von Handel und Industrie zu erstatten.
In Deutschland sind die Industrie- und Handelskammern eine Körperschaft des öffentlichen Rechts. Zu ihnen gehören Unternehmen einer Region. Alle Gewerbetreibenden und Unternehmen mit Ausnahme reiner Handwerksunternehmen, Landwirtschaften und Freiberufler (die nicht ins Handelsregister eingetragen sind) gehören ihnen per Gesetz an. Dort gibt es 79 Industrie- und Handelskammern, die für unterschiedlich große Regionen zuständig sind. Sie übernehmen Aufgaben der Selbstverwaltung der regionalen Wirtschaft. Die Grundlagen regelt das Gesetz zur vorläufigen Regelung des Rechts der Industrie- und Handelskammern.
In einigen Ländern (Sachsen, Bayern, Württemberg) sind die Handelskammern im Interesse der kleinen Gewerbetreibenden mit Gewerbekammern verbunden. In Bayern, wo 1868 für jeden Regierungsbezirk eine Handelskammer in Verbindung mit Abteilungen für die Gewerbe eingerichtet wurde, bilden die Bezirksgremien Unterabteilungen der Handelskammern, die Teile des Bezirks der letztern umfassen und in denselben Sitz und Stimme haben. Ganz Deutschland zählt unter verschiedenen Benennungen über 200 Handelskammern mit sehr verschiedener Verfassung und Verwaltung.
In Österreich, wo die Handelskammern ausgedehntere Rechte und Pflichten als in Deutschland haben, werden sie Wirtschaftskammern genannt und bestehen in der Regel aus einer Handels- und einer Gewerbesektion.
In der Schweiz gibt es 19 als Verein organisierte kantonale Handelskammern. Auch in Liechtenstein gibt es Industrie- und Handelskammern.

## Geschichte
Die Geschichte der Industrie- und Handelskammern, denen die Idee der Selbsthilfe durch Zusammenschluss zugrunde lag, geht bis ins Mittelalter zurück. Ab dem 19. Jahrhundert dienten die Einrichtungen erstmals auch der Erfüllung öffentlicher Aufgaben.

### Geschichte in Frankreich
In Frankreich entstand die erste Handelskammer 1599 in Marseille frei aus dem Handelsstand heraus, 1700 und 1701 wurden seitens der französischen Regierung mehrere solcher Institute eingerichtet. Während der Revolution 1791 aufgehoben, wurden sie unter Napoleon I. 1803 wiederum organisiert. Ihre Funktionen wurden durch spätere Regierungserlasse und Gesetze des Weiteren ergänzend festgestellt. Danach bestehen in Frankreich die Chambres de commerce, die Handelsräte, und die Chambres consultatives des arts et des manufactures, die Gewerbe- und Fabrikräte. Die ersteren umfassen größere und industriell wie kommerziell mannigfaltige Bezirke; ihre Kosten werden von sämtlichen Patentierten der einzelnen Bezirke bestritten, wogegen die Chambres consultatives des arts et des manufactures von den Städten, welche sie besitzen, unterhalten werden. In die Chambres de commerce können Handel- und Gewerbetreibende unterschiedslos durcheinander gewählt werden. Von Frankreich aus verbreitete sich die Einrichtung derselben über die meisten anderen Länder, wie in England.

### Geschichte in der Schweiz
Die älteste IHK in der Schweiz ist die Industrie- und Handelskammer St.Gallen-Appenzell, deren Ursprünge auf die 1448 erstmals erwähnte Notenstein-Gesellschaft zurückgehen. Die Industrialisierung und Änderungen im Zuge der Gründung des Bundesstaates 1848 führten zur Gründung weiterer Handelskammern, hauptsächlich im Zeitraum von 1860 bis 1920. 1870 ergriff das Handels-Collegium Glarus (Glarner Handelskammer) die Initiative zur Gründung einer schweizerischen Dachorganisation, des Schweizerischen Handels- und Industrievereins (heute Economiesuisse). Dies regte auch die Gründung von kantonalen Handelskammern an, so z. B. die Industrie- und Handelskammer Thurgau (gegründet am 20. Februar 1870).

### Geschichte in Deutschland

#### Frühgeschichte
1451 hatten sich die Elterleute (Olderlüde des Koopmanns) der bremischen Kaufmannschaft eine Satzung gegeben. Sie war die schon vorher anerkannte Interessenvertretung gegenüber dem Rat der Stadt Bremen und aus diesem Gremium, das später dann auch Collegium Seniorum hieß, wurde 1849 die Handelskammer Bremen als „Staatsanstalt zur Förderung des Handels und der Schifffahrt“. Als Interessenvertretungen von Kaufleuten wurde in Hamburg 1665 die Commerz-Deputation gegründet, die 1867 dann den Namen Handelskammer Hamburg erhielt. 1675 gründete sich das Lübecker Kommerzkollegium und dieses Kaufmannskollegium wurde 1853 zur Kaufmannschaft zusammengefasst. Gleichzeitig entstand eine erste Handelskammer und erst 1937 wurden die beiden Gremien in einer preußischen Industrie- und Handelskammer zusammengefasst. Erste Interessenvertretungen von Kaufleuten entstanden bereits im 17. Jahrhundert durch die Gründung der Commerzdeputation in Hamburg 1665, initiiert durch die seit 1517 bestehende Versammlung Eines Ehrbaren Kaufmanns zu Hamburg. 1675 folgte die Gründung des Lübecker Kommerzkollegiums. Um 1710 wurde in Kassel nach dem Vorbild der spanischen consulados, welche es erstmals 1283 in Valencia gab, sowie der französischen Conseil de Commerce, die seit 1664 bestanden, die fürstliche Commercien-Cammer eingerichtet. Später wurde in Köln der Handelsvorstand gegründet, eine Vorgängerinstitution der 1797 gegründeten Industrie- und Handelskammer zu Köln. In 1803 wurde Handelskammer Mainz auf Chaptals Beschluss vom 3 nivôse des Jahres IX (23. Dezember 1802) als Chambre de Commerce gegründet.

#### Moderne Zeiten

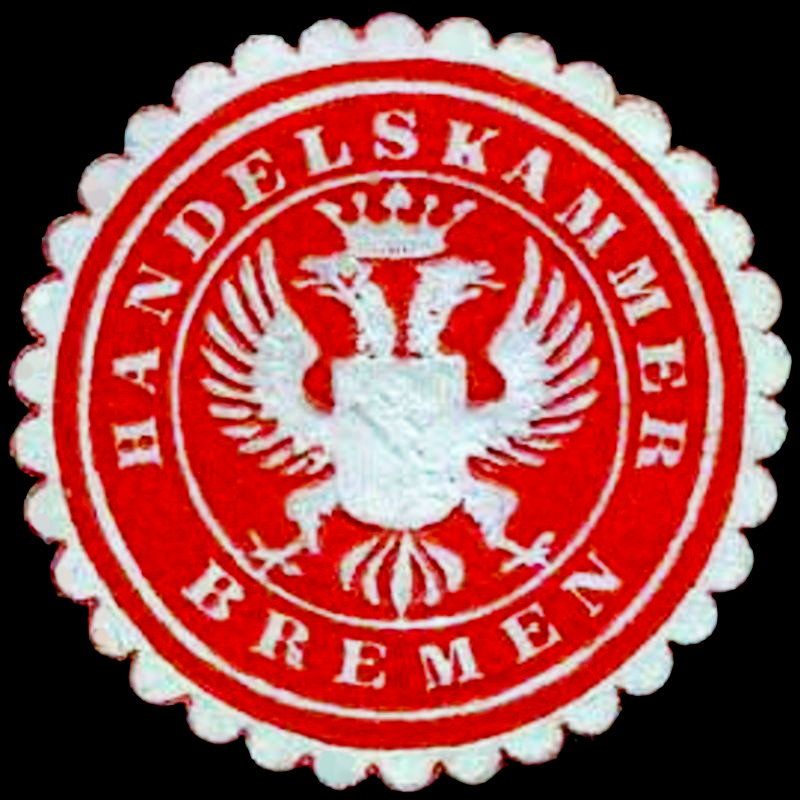
Siegelmarke Handelskammer Bremen

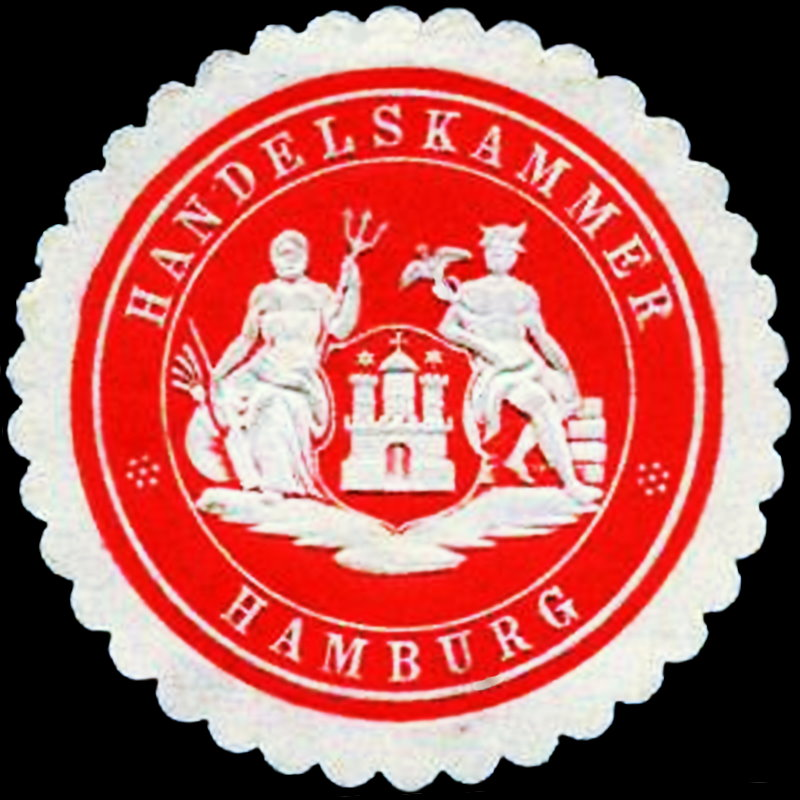
Siegelmarke Handelskammer Hamburg

Erstmals in diesem modernen Sinne in Preußen und Deutschland geschieht dies im ersten großen industriellen Ballungsraum Deutschlands in Wuppertal bzw. der Doppelstadt Elberfeld-Barmen wie diese damals noch hieß. Es entsteht hier bereits 1830 die erste Industrie- und Handelskammer moderner Prägung mit der Genehmigung des neuartigen Status der Handelskammer von Elberfeld und Barmen (heutige Industrie- und Handelskammer Wuppertal-Solingen-Remscheid), die im ersten großen Industriezentrum Deutschlands entstand. Sie war nicht nach dem unter französischer Besatzung erzwungenen System der Handelskammern organisiert, sondern räumte Unternehmern erstmals das Recht ein, ihre Angelegenheiten eigenverantwortlich zu regeln und ihre Vertreter selbst zu wählen. Dieses Modell, das die Interessen der Gesamtwirtschaft des Bezirks vertreten sowie Verwaltung und Politik in allen die Wirtschaft betreffenden Fragen beraten sollte, wurde schnell zum Modell für die preußische und später gesamtdeutsche Kammergesetzgebung. In Preußen wurden die Handelskammern 1848 und 1870 gesetzlich geregelt. So folgte bereits 1848 der Erlass einer preußischen Verordnung über die Einrichtung von Handelskammern (pr. HKVO vom 11. Februar 1848).
1870 wurde das Handelskammerrecht vereinheitlicht (pr. HKG vom 24. Februar 1870). Sie werden mit Genehmigung des Handelsministers errichtet. Die Mitglieder der Handelskammern werden von den Inhabern der in das Handelsregister eingetragenen Firmen gewählt. In einigen anderen Ländern (z. B. in Baden 1862–78 etc.) bestehen sie lediglich aus frei gebildeten Vereinen, in den meisten haben sie eine gesetzlich anerkannte öffentliche Stellung mit Beitragspflicht der Beteiligten, von denen z. B. in Preußen die Beiträge zur Kostendeckung durch Zuschläge auf die Gewerbesteuer erhoben werden, beratende Stimme für Wahrung der Bedürfnisse von Handel und Industrie mit dem Zweck, zwischen Handelsstand und Regierung zu vermitteln, Berichte, Anträge und Gutachten zur Unterstützung der Behörde zu erstatten. Vielfach sind ihnen auch gewisse Aufsichts- und Verwaltungsbefugnisse (Aufsicht über Börsen und andere Handelsanstalten) eingeräumt. Ähnlich wie in Preußen wurden ab 1862 Handelskammern im Königreich Sachsen und ab 1878 die Handelskammern in Baden eingerichtet. Die Bezeichnung der bisherigen Handelskammern als Industrie- und Handelskammern erfolgt seit 1920.

#### Nationalsozialistisches Deutsches Reich
In der NS-Zeit – 1933 bis 1945 – wurden die Industrie- und Handelskammern nach dem Führerprinzip umstrukturiert und Stück für Stück ihrer Selbstverwaltungsfunktion beraubt. Die IHK waren in der Zeit des Nationalsozialismus gleichgeschaltet und ab 1942 aufgelöst und gemeinsam mit den Handwerkskammern in Gauwirtschaftskammern überführt worden und in die staatliche Wirtschaftslenkung integriert.

#### Sowjetische Besatzungszone und die DDR

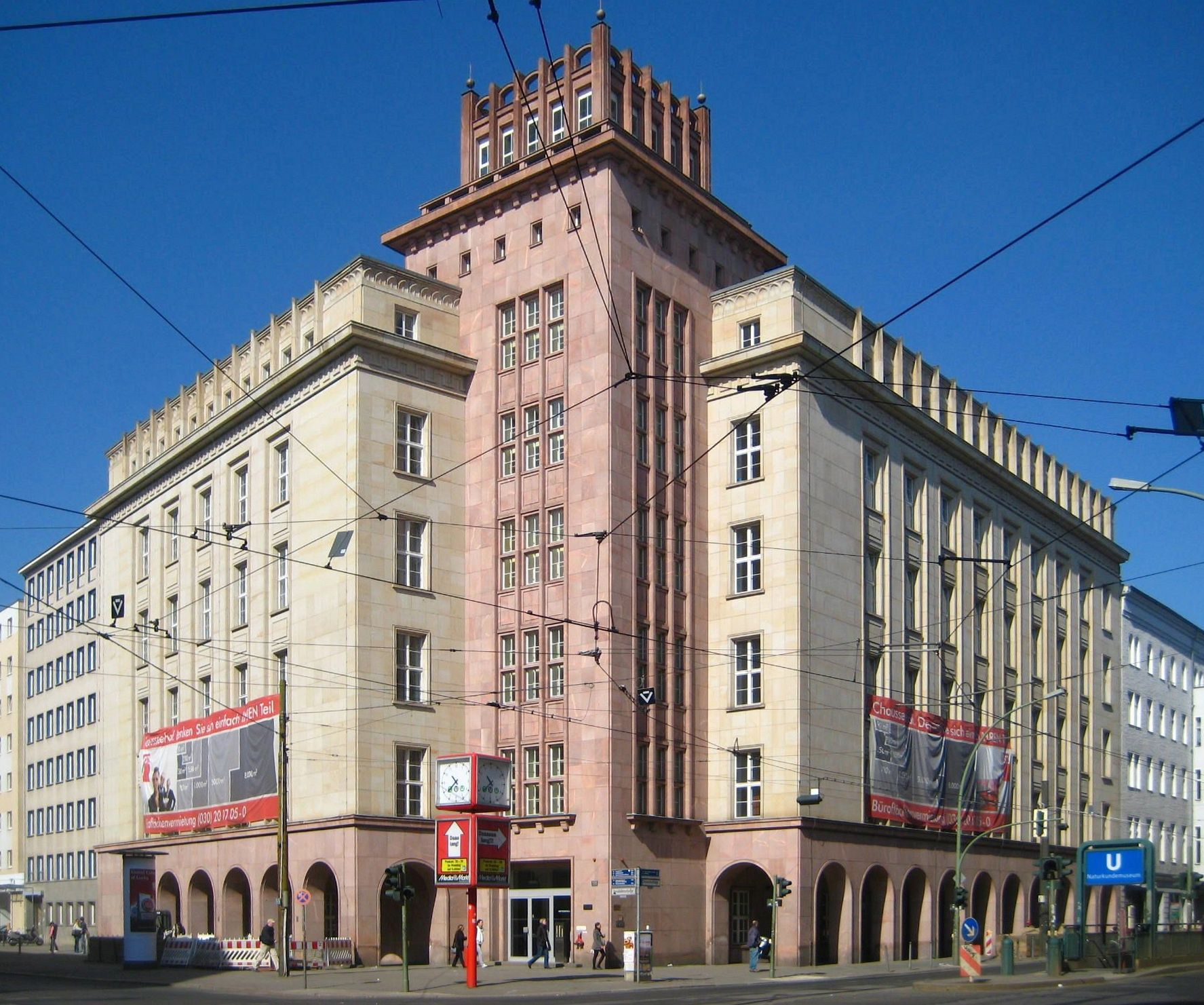
Gebäude der Industrie- und Handelskammer der DDR, 2010

In der Sowjetischen Besatzungszone wurde mit dem Gesetz über den Neuaufbau der Organisation der gewerblichen Wirtschaft 1946 jeweils eine zentrale IHK je Land geschaffen. Während die Aufgaben der IHK der DDR sich anfangs noch an denen der freien IHK als berufsständischer Körperschaft orientierten, waren den IHK ab 1958 diese Aufgaben wie beispielsweise die Mitwirkung an der Berufsausbildung weitgehend entzogen. Wichtigste Aufgabe war nun, die Unternehmer für den Aufbau des Sozialismus zu gewinnen. An den traditionellen Standorten der früheren IHK hatten sich vielfach in Eigeninitiative der lokalen Unternehmer 1945 eigenständige IHK gebildet. Diese wurden dann ab 1946 als Außenstellen der jeweiligen Landes-IHK geführt. Teilweise gelang es ihnen (z. B. in Dessau und Magdeburg) eine relativ große Eigenständigkeit zu bewahren.
Die Landes-IHK verloren 1949 die Zuständigkeit für Genossenschaften und VEBen und wurden zum 31. März 1953 durch den Beschluss über die Einstellung der Tätigkeit der Industrie- und Handelskammern vom 5. März 1953 aufgelöst. In der Folge des niedergeschlagenen Volksaufstandes von 17. Juni 1953 wurde als Zugeständnis an die verbliebenen Unternehmer in der DDR mit der Verordnung über die Einrichtung der Industrie- und Handelskammer der DDR vom 6. August 1953 die Industrie- und Handelskammer der DDR geschaffen. Sie war eine Organisation in der DDR, die für die noch nicht verstaatlichten Unternehmen Teilaufgaben der Industrie- und Handelskammer (IHK) wahrnahm. Im Gegensatz zu den freien IHK handelte es sich nicht um eine Organisation der Selbstverwaltung der Unternehmen, sondern war Teil der staatlichen Lenkung der Wirtschaft. Die Industrie- und Handelskammer der DDR hatte ihren Sitz im Gebäude der Industrie- und Handelskammer der DDR in Ost-Berlin. Sie bestand aus einer Direktion in Berlin und nachgelagert jeweils einer Bezirksdirektion je Bezirk (die auf Kreisebene Kreisgeschäftsstellen errichten konnten). Der Viermächte-Status von Berlin verhinderte die Arbeit der IHK der DDR in Ost-Berlin (genauso wie das bundesdeutsche IHK-Gesetz zunächst nicht in West-Berlin Anwendung finden konnte).
Daher wurde mit der Verordnung einer Industrie- und Handelskammer Groß-Berlin vom 8. Januar 1954 eine eigenständige IHK für Ost-Berlin geschaffen, die völlig analog arbeitete. Der Vorstand der Industrie- und Handelskammer der DDR bestand aus 45 Personen. Je ein Drittel hiervon wurden von den Unternehmen selbst, dem Staat und den Belegschaften (davon fünf direkt durch den Vorstand des FDGB) bestimmt. Das Präsidium bestand aus dem Vorsitzenden und vier Stellvertretern. Es wurde durch den Vorstand bestimmt und musste vom Ministerpräsidenten genehmigt werden. Die IHK unterstand der staatlichen Plankommission und war damit in den Herrschaftsapparat der SED eingebunden. Aufgrund der Abschaffung der Koalitionsfreiheit in der DDR hatten die IHK die Aufgabe, für den Bereich der privaten Unternehmen Tarifverträge abzuschließen. Diesbezüglich hatten sie formal die Funktion eines Arbeitgeberverbandes (materiell konnte diese Aufgabe nicht wahrgenommen werden, da die Unternehmer in den Gremien nur Minderheiten darstellten). Mit der Verordnung über die Industrie- und Handelskammern der Bezirke wurde 1958 das Präsidium der IHK in Berlin aufgelöst. Die Bezirksdirektionen wurden den auch 1958 gebildeten Wirtschaftsräten bei den Räten der Bezirke angegliedert. Mit der Verstaatlichungswelle von 1972 wurde die Zahl der Mitgliedsunternehmen weiter verringert. Mit Beschluss des Ministerrates der DDR zur Umwandlung der Industrie- und Handelskammern in Handels- und Gewerbekammern (private Industrie gab es nach der Verstaatlichungswelle von 1972 nicht mehr) büßten die Kammern 1983 ihren traditionellen Namen ein.

#### Westbesatzungszonen und die alte BRD
Nach dem Kriegsende lehnte die Militärverwaltung in der amerikanischen Besatzungszone die Pflichtmitgliedschaft der Gewerbetreibenden in der IHK ab. In der Bizone war dies ebenso. Im Zuge der Gründung der Länder wurde in vielen Ländern festgelegt, dass die IHKn paritätische Institutionen sein sollten. Die Besatzungsmächte übten ihr Vetorecht aus.
Ende 1956 wurde das Gesetz zur vorläufigen Regelung des Rechts der Industrie- und Handelskammern als Bundesgesetz (IHKG vom 18. Dezember 1956) verabschiedet.

#### Nach der Wende

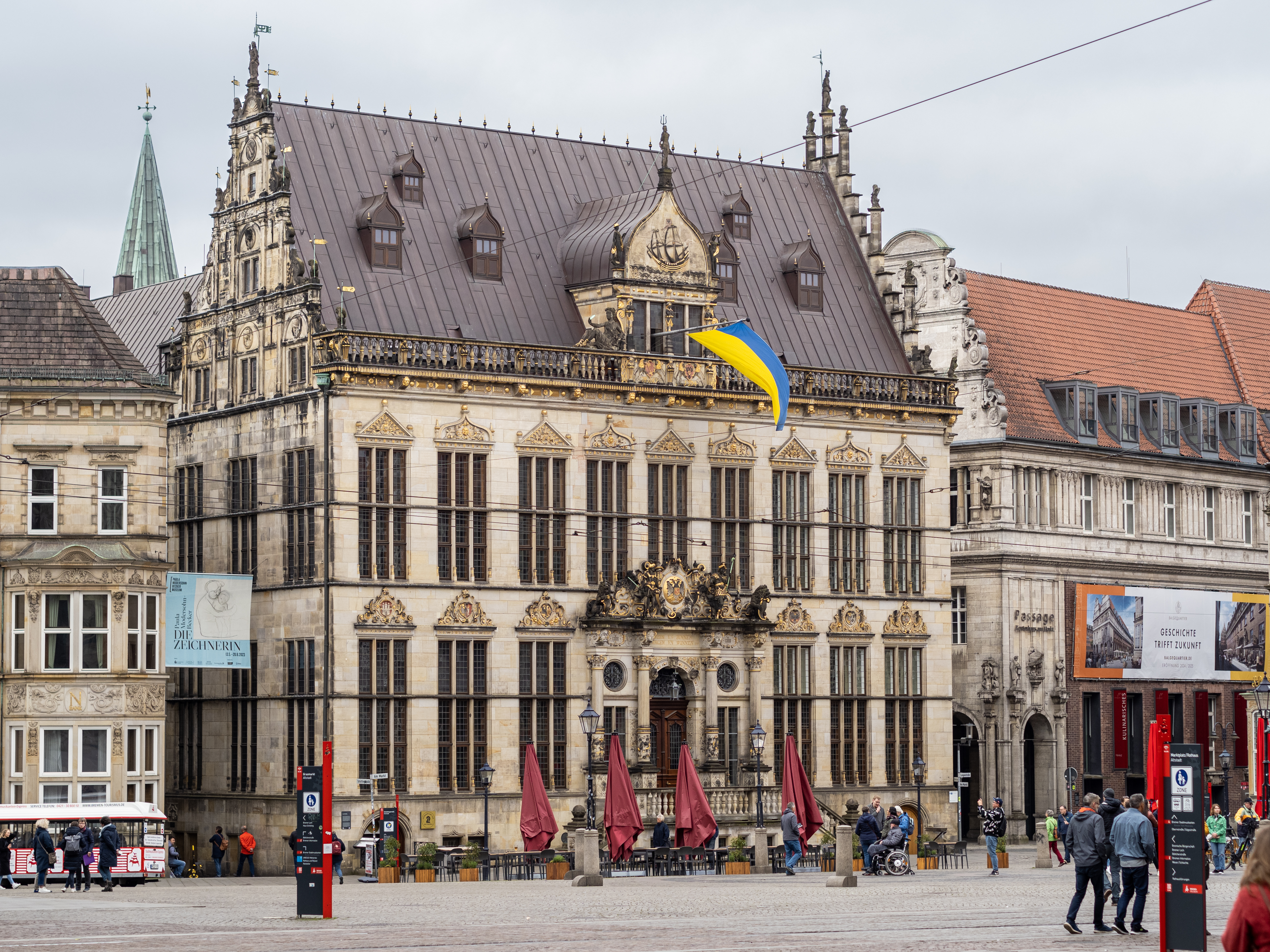
„Schütting“, Sitz der Handelskammer Bremen

Nach der Wende erfolgte die Neugründung freier Industrie- und Handelskammern auf dem Gebiet der DDR. Am 12. März 1990 wurde dies durch einen Erlass des Ministerrates legalisiert. Die bestehenden Kammern wurden aufgelöst und für die Neugründungen ein Rechtsrahmen geschaffen, der sich an dem IHK-Recht der Bundesrepublik orientierte. Zentrale Neuerung war die Wiedereinführung der Selbstverwaltung und die freie Wahl aller Gremien der neuen Kammern durch die Mitglieder.
Der Bund nahm seine Kompetenz der konkurrierenden Gesetzgebung wahr; damit waren divergierende Modelle in den Ländern ausgeschlossen und eine bundeseinheitliche Regelung getroffen.

## Organisation in Deutschland

Logo deutscher IHK

In Deutschland gibt es derzeit 78 regionale Industrie- und Handelskammern (IHK) sowie die Handelskammer Hamburg. Diese sind eigenverantwortliche öffentlich-rechtliche Körperschaften der wirtschaftlichen Selbstverwaltung und vertreten die Interessen ihrer zugehörigen Unternehmen gegenüber Kommunen, Landesregierungen sowie Politik und Öffentlichkeit. Aufgrund der sehr geringen Wahlbeteiligung bei den Vertreterwahlen der Kammern ist allerdings die Repräsentativität der Kammervertretung nur begrenzt vorhanden.
Die Kammern haben aufgrund der gesetzlichen Mitgliedschaft ihrer Mitglieder kein allgemeinpolitisches Mandat.
Als Dachorganisation übernimmt die Deutsche Industrie- und Handelskammer (DIHK), im Auftrag und in Abstimmung mit den IHK, die Interessenvertretung der deutschen Wirtschaft gegenüber den Entscheidern der Bundespolitik und den europäischen Institutionen. Alle Gewerbetreibenden und Unternehmen mit Ausnahme reiner Handwerksunternehmen, Landwirtschaften und Freiberufler (die nicht im Handelsregister eingetragen sind) sind per Gesetz IHK-Mitglied und müssen Beiträge gemäß der Satzung der jeweiligen Kammer entrichten.
Die Kammern sind im Rahmen der dualen Berufsausbildung und verschiedener beruflicher Fortbildungszertifizierungen Prüfungsinstanz und bestellen i. d. R. drittelparitätisch die Prüfer aus den Gruppen der Arbeitgeber, der Arbeitnehmer und der Berufsschullehrer.
Kritik an den Kammern entstand u. a. an der gesetzlichen Mitgliedschaft, gegen die ein Zusammenschluss von Unternehmern angeht, sowie an geringer Transparenz.
Im Rahmen gerichtlicher Verfahren wurden mehrere Kammern verpflichtet ihre Rücklagen auf ein angemessenes Maß zu begrenzen und bei der Beitragserhebung zu berücksichtigen.
Die außenwirtschaftlichen Beziehungen der deutschen Unternehmen fördern in weltweit 90 Ländern 130 grundsätzlich bilateral organisierte Deutsche Auslandshandelskammern, Delegationen und Repräsentanzen (AHK) der Deutschen Wirtschaft. Für die AHK übernimmt der DIHK die Aufgabe der Koordination gegenüber dem Bundeswirtschaftsministerium und anderen inländischen Institutionen. Über diese Auslandshandelskammern führt die Bundesregierung die staatliche Außenwirtschaftsförderung mit einem Jahreshaushaltsposten in Höhe von zurzeit rund 40 Mio. Euro durch.

### Verwaltung und Aufbau
Die Verwaltungsaufgaben verantwortet der Hauptgeschäftsführer, welcher von der Vollversammlung bestellt wird. Die Wahlen zur Vollversammlung finden alle drei bis sechs Jahre statt. Jedes Mitgliedsunternehmen hat eine Stimme und jedes Unternehmen kann einen Kandidaten zur Wahl stellen. Dann werden die Unternehmen ihren Branchen entsprechend, je nach Größe der IHK auch der Region gemäß, in Wahlgruppen eingeteilt. Die Anzahl der Sitze einer Wahlgruppe ist nicht proportional zur Anzahl ihrer Mitgliedsunternehmen.
Vor jeder Wahl bestimmt ein Ausschuss die künftige Sitzverteilung und legt sie der scheidenden Vollversammlung zur Beschlussfassung vor. Die Vollversammlung kann durch „mittelbare Wahl“ weitere Mitglieder in die Vollversammlung hinzuwählen (Kooptation) oder nachwählen (Ersatzwahl). Die Anzahl der mittelbar gewählten Mitglieder ist in der Wahlordnung festgelegt (regelmäßig maximal 20 %). Diese mittelbar gewählten Mitglieder dürfen selbst nicht an einer darauffolgenden Wahl teilnehmen.
Die Vollversammlung tritt mehrmals im Jahr zusammen und entscheidet über die Arbeitsschwerpunkte der IHK, die Finanzen und grundsätzliche Angelegenheiten. Insgesamt gibt es bei den 79 Industrie- und Handelskammern in Deutschland rund 5000 Vollversammlungsmitglieder. An der Vollversammlung können auch nicht gewählte und stimmrechtslose Ehrenmitglieder sowie der Hauptgeschäftsführer und seine Stellvertreter teilnehmen.
Aufbau:
|                      |                      |                      |                      |                      |                      |  |  |             |             |             |             |             |             |  |  |             |             |             |             |             |             |  |  | Mitglieder                             |                                        |                                        |                                        |                                        |                                        |  |  |                        |                        |                        |                        |                        |                        |  |  |                                   |                                   |                                   |                                   |                                   |                                   |  |  |  |  |  |  |  |  |  |  |  |  |  |  |  |  |  |  |  |  |  |  |  |  |  |  |  |  |  |  |  |  |  |  |  |  |
|                      |                      |                      |                      |                      |                      |  |  |             |             |             |             |             |             |  |  |             |             |             |             |             |             |  |  |                                        |                                        |                                        |                                        |                                        |                                        |  |  |                        |                        |                        |                        |                        |                        |  |  |                                   |                                   |                                   |                                   |                                   |                                   |  |  |  |  |  |  |  |  |  |  |  |  |  |  |  |  |  |  |  |  |  |  |  |  |  |  |  |  |  |  |  |  |  |  |  |  |
|                      |                      |                      |                      |                      |                      |  |  |             |             |             |             |             |             |  |  |             |             |             |             |             |             |  |  | wählen                                 |                                        |                                        |                                        |                                        |                                        |  |  |                        |                        |                        |                        |                        |                        |  |  |                                   |                                   |                                   |                                   |                                   |                                   |  |  |  |  |  |  |  |  |  |  |  |  |  |  |  |  |  |  |  |  |  |  |  |  |  |  |  |  |  |  |  |  |  |  |  |  |
|                      |                      |                      |                      |                      |                      |  |  |             |             |             |             |             |             |  |  |             |             |             |             |             |             |  |  |                                        |                                        |                                        |                                        |                                        |                                        |  |  |                        |                        |                        |                        |                        |                        |  |  |                                   |                                   |                                   |                                   |                                   |                                   |  |  |  |  |  |  |  |  |  |  |  |  |  |  |  |  |  |  |  |  |  |  |  |  |  |  |  |  |  |  |  |  |  |  |  |  |
|                      |                      |                      |                      |                      |                      |  |  |             |             |             |             |             |             |  |  |             |             |             |             |             |             |  |  | Vollversammlung                        |                                        |                                        |                                        |                                        |                                        |  |  |                        |                        |                        |                        |                        |                        |  |  |                                   |                                   |                                   |                                   |                                   |                                   |  |  |  |  |  |  |  |  |  |  |  |  |  |  |  |  |  |  |  |  |  |  |  |  |  |  |  |  |  |  |  |  |  |  |  |  |
|                      |                      |                      |                      |                      |                      |  |  |             |             |             |             |             |             |  |  |             |             |             |             |             |             |  |  |                                        |                                        |                                        |                                        |                                        |                                        |  |  |                        |                        |                        |                        |                        |                        |  |  |                                   |                                   |                                   |                                   |                                   |                                   |  |  |  |  |  |  |  |  |  |  |  |  |  |  |  |  |  |  |  |  |  |  |  |  |  |  |  |  |  |  |  |  |  |  |  |  |
|                      |                      |                      |                      |                      |                      |  |  |             |             |             |             |             |             |  |  |             |             |             |             |             |             |  |  |                                        |                                        |                                        |                                        |                                        |                                        |  |  |                        |                        |                        |                        |                        |                        |  |  |                                   |                                   |                                   |                                   |                                   |                                   |  |  |  |  |  |  |  |  |  |  |  |  |  |  |  |  |  |  |  |  |  |  |  |  |  |  |  |  |  |  |  |  |  |  |  |  |
| bestellt             | bestellt             | bestellt             | bestellt             | bestellt             | bestellt             |  |  | wählt       | wählt       | wählt       | wählt       | wählt       | wählt       |  |  | wählt       | wählt       | wählt       | wählt       | wählt       | wählt       |  |  | kooptiert                              | kooptiert                              | kooptiert                              | kooptiert                              | kooptiert                              | kooptiert                              |  |  | wählt                  | wählt                  | wählt                  | wählt                  | wählt                  | wählt                  |  |  | beschließt                        | beschließt                        | beschließt                        | beschließt                        | beschließt                        | beschließt                        |  |  |  |  |  |  |  |  |  |  |  |  |  |  |  |  |  |  |  |  |  |  |  |  |  |  |  |  |  |  |  |  |  |  |  |  |
| bestellt             | bestellt             | bestellt             | bestellt             | bestellt             | bestellt             |  |  | wählt       | wählt       | wählt       | wählt       | wählt       | wählt       |  |  | wählt       | wählt       | wählt       | wählt       | wählt       | wählt       |  |  | kooptiert                              | kooptiert                              | kooptiert                              | kooptiert                              | kooptiert                              | kooptiert                              |  |  | wählt                  | wählt                  | wählt                  | wählt                  | wählt                  | wählt                  |  |  | beschließt                        | beschließt                        | beschließt                        | beschließt                        | beschließt                        | beschließt                        |  |  |  |  |  |  |  |  |  |  |  |  |  |  |  |  |  |  |  |  |  |  |  |  |  |  |  |  |  |  |  |  |  |  |  |  |
|                      |                      |                      |                      |                      |                      |  |  | Präsidium   | Präsidium   | Präsidium   | Präsidium   | Präsidium   | Präsidium   |  |  | Präsidenten | Präsidenten | Präsidenten | Präsidenten | Präsidenten | Präsidenten |  |  | weitere Mitglieder zur Vollversammlung | weitere Mitglieder zur Vollversammlung | weitere Mitglieder zur Vollversammlung | weitere Mitglieder zur Vollversammlung | weitere Mitglieder zur Vollversammlung | weitere Mitglieder zur Vollversammlung |  |  | Wahlgruppen- Ausschuss | Wahlgruppen- Ausschuss | Wahlgruppen- Ausschuss | Wahlgruppen- Ausschuss | Wahlgruppen- Ausschuss | Wahlgruppen- Ausschuss |  |  |                                   |                                   |                                   |                                   |                                   |                                   |  |  |  |  |  |  |  |  |  |  |  |  |  |  |  |  |  |  |  |  |  |  |  |  |  |  |  |  |  |  |  |  |  |  |  |  |
|                      |                      |                      |                      |                      |                      |  |  | Präsidium   | Präsidium   | Präsidium   | Präsidium   | Präsidium   | Präsidium   |  |  | Präsidenten | Präsidenten | Präsidenten | Präsidenten | Präsidenten | Präsidenten |  |  | weitere Mitglieder zur Vollversammlung | weitere Mitglieder zur Vollversammlung | weitere Mitglieder zur Vollversammlung | weitere Mitglieder zur Vollversammlung | weitere Mitglieder zur Vollversammlung | weitere Mitglieder zur Vollversammlung |  |  | Wahlgruppen- Ausschuss | Wahlgruppen- Ausschuss | Wahlgruppen- Ausschuss | Wahlgruppen- Ausschuss | Wahlgruppen- Ausschuss | Wahlgruppen- Ausschuss |  |  |                                   |                                   |                                   |                                   |                                   |                                   |  |  |  |  |  |  |  |  |  |  |  |  |  |  |  |  |  |  |  |  |  |  |  |  |  |  |  |  |  |  |  |  |  |  |  |  |
|                      |                      |                      |                      |                      |                      |  |  | schlägt vor | schlägt vor | schlägt vor | schlägt vor | schlägt vor | schlägt vor |  |  |             |             |             |             |             |             |  |  |                                        |                                        |                                        |                                        |                                        |                                        |  |  | bestimmt               | bestimmt               | bestimmt               | bestimmt               | bestimmt               | bestimmt               |  |  |                                   |                                   |                                   |                                   |                                   |                                   |  |  |  |  |  |  |  |  |  |  |  |  |  |  |  |  |  |  |  |  |  |  |  |  |  |  |  |  |  |  |  |  |  |  |  |  |
|                      |                      |                      |                      |                      |                      |  |  | schlägt vor | schlägt vor | schlägt vor | schlägt vor | schlägt vor | schlägt vor |  |  |             |             |             |             |             |             |  |  |                                        |                                        |                                        |                                        |                                        |                                        |  |  | bestimmt               | bestimmt               | bestimmt               | bestimmt               | bestimmt               | bestimmt               |  |  |                                   |                                   |                                   |                                   |                                   |                                   |  |  |  |  |  |  |  |  |  |  |  |  |  |  |  |  |  |  |  |  |  |  |  |  |  |  |  |  |  |  |  |  |  |  |  |  |
|                      |                      |                      |                      |                      |                      |  |  |             |             |             |             |             |             |  |  |             |             |             |             |             |             |  |  |                                        |                                        |                                        |                                        |                                        |                                        |  |  |                        |                        |                        |                        |                        |                        |  |  |                                   |                                   |                                   |                                   |                                   |                                   |  |  |  |  |  |  |  |  |  |  |  |  |  |  |  |  |  |  |  |  |  |  |  |  |  |  |  |  |  |  |  |  |  |  |  |  |
| Hauptgeschäftsführer | Hauptgeschäftsführer | Hauptgeschäftsführer | Hauptgeschäftsführer | Hauptgeschäftsführer | Hauptgeschäftsführer |  |  |             |             |             |             |             |             |  |  |             |             |             |             |             |             |  |  |                                        |                                        |                                        |                                        |                                        |                                        |  |  |                        |                        |                        |                        |                        |                        |  |  | Sitzverteilung der kommenden Wahl | Sitzverteilung der kommenden Wahl | Sitzverteilung der kommenden Wahl | Sitzverteilung der kommenden Wahl | Sitzverteilung der kommenden Wahl | Sitzverteilung der kommenden Wahl |  |  |  |  |  |  |  |  |  |  |  |  |  |  |  |  |  |  |  |  |  |  |  |  |  |  |  |  |  |  |  |  |  |  |  |  |

### Geschäftsbereiche
Die Industrie- und Handelskammern gliedern sich in folgende Geschäftsbereiche:
Standortpolitik
Vertretung des Gesamtinteresses der regionalen Wirtschaft gegenüber Politik, Verwaltung und Öffentlichkeit, z. B. durch Stellungnahmen zu Gesetzgebungsvorhaben, Einflussnahme auf Planungsprozesse wie etwa Bebauungs- und Flächennutzungspläne, Konjunkturberichterstattung, Veröffentlichung von Wirtschaftsstatistiken
Existenzgründung und Unternehmensförderung
Existenzgründungsberatung, Nachfolgeberatung, Durchführung von Gründertagen, Pflege von Existenzgründer- und Firmendatenbanken
Aus- und Weiterbildung
Aus- und Weiterbildungsberatung, Durchführung von Weiterbildungen und Prüfungen (Erstellen von bundeseinheitlichen IHK-Prüfungszeugnissen), Entwicklung von Aus- und Weiterbildungskonzepten
Innovation und Umwelt
Innovations- und Fördermittelberatung, Pflege von Technologie- und Recycling-Börsen und Datenbanken
International
Ausstellung von Ursprungszeugnissen und Carnets, Durchführung von Ländertagen, Außenwirtschaftstrainings, Delegationsreisen sowie Messebeteiligungen im Ausland, Geschäftspartnervermittlung
Recht und Steuern
Rechtsauskünfte, Verfolgung von Wettbewerbsverstößen, Bestellung von Sachverständigen, Führen einer Schuldnerliste
Stabsbereich
Selbstverwaltung, Personalabteilung, Beitreibung der Mitgliedsbeiträge
Die Kammern führen die Aufgaben entweder in eigenem Namen oder in dazu gegründeten Unternehmen und Vereinen aus.

### Interessen und Themen
Die Industrie- und Handelskammern vertreten als eigenverantwortliche öffentlich-rechtliche Selbstverwaltungskörperschaften das Interesse ihrer zugehörigen Unternehmen gegenüber Kommunen, Landesregierungen und regionalen staatlichen Stellen. Sie unterliegen nur der Rechtsaufsicht des Landes. Dabei erfüllen sie folgende Aufgaben für ihre jeweilige Region:
- Wahrnehmung des Gesamtinteresses der ihnen zugehörigen Gewerbetreibenden ihres Bezirkes
- Förderung der gewerblichen Wirtschaft, wobei die wirtschaftlichen Interessen einzelner Gewerbezweige oder Betriebe abwägend und ausgleichend zu berücksichtigen sind (Interessenvertretung der regionalen Wirtschaft)
- Sicherung des fairen Wettbewerbs
- Hinwirken auf die Wahrung von Anstand und Sitte der ehrbaren Kaufleute (siehe auch ehrbarer Kaufmann)
- Umfassender Service und Unterstützung/Beratung für die Mitgliedsunternehmen
- Öffentliche Bestellung und Vereidigung von Sachverständigen
- Erstellung von gutachterlichen Stellungnahmen für Gerichte und Behörden (z. B. in Bezug auf Firmenbezeichnungen)
- Ausstellung von Ursprungszeugnissen und anderen dem Wirtschaftsverkehr dienenden Bescheinigungen (z. B. Carnets im Außenwirtschaftsverkehr)
- Beglaubigung von Handelsrechnungen
- Stellungnahme zu UK-Anträgen (Unabkömmlichkeitsanträgen)
- Erteilung der Erlaubnis zum Vermitteln von Versicherungen
- Überwachung und Förderung der kaufmännischen und gewerblichen Berufsbildung, insbesondere unter Beachtung des Berufsbildungsgesetzes
- Durchführung von Fort- und Weiterbildungen mit anerkannten IHK-Abschlüssen, z. B. Fortbildung zum Handelsfachwirt
- Nicht zu den Aufgaben der Industrie- und Handelskammern gehört die Wahrnehmung sozialpolitischer und arbeitsrechtlicher Interessen.

Im Unterschied zu anderen Organisationen der Wirtschaft repräsentiert die IHK-Organisation das wirtschaftliche Gesamtinteresse aller von ihr vertretenen Wirtschaftsunternehmen. Die Industrie- und Handelskammern werden von der Wirtschaft betrieben, wobei die Unternehmen einer gesetzlichen Pflichtmitgliedschaft unterliegen. 3,6 Millionen gewerbliche Unternehmen sind Mitglieder einer IHK.

### DIHK-Bildungs-gGmbH
Die DIHK-Bildungs-gGmbH entwickelt im Auftrag der Industrie- und Handelskammern und der Auslandshandelskammern die Produkte und Dienstleistungen der beruflichen Aus- und Weiterbildung, welche regional von den IHK umgesetzt werden, und legt gemeinsam mit Experten aus der Praxis die bundesweit gültigen Standard fest. Dazu gehören unter anderem Lehr- und Lernmaterialien für die IHK-Prüfungsvorbereitung, Lernstandskontrollen für IHK-Lehrgangsteilnehmer, Entwicklung von digitalen Lernmedien und Apps, Marketinghilfen für die Berufsbildung, bundeseinheitliche Weiterbildungsprüfungen, bundeseinheitliche Sach- und Fachkundeprüfungen, Praxistrainings mit IHK-Zertifikat, Entwicklung von IHK-Zertifikatslehrgängen, Seminare und Workshops für Mitarbeiter der IHK/AHK/DIHK-Organisation.

### Mitgliedschaft, Doppelmitgliedschaft
Mitgliedschaft: Zur Industrie- und Handelskammer gehören, sofern sie zur Gewerbesteuer veranlagt sind, natürliche Personen, Handelsgesellschaften, andere Personenmehrheiten und juristische Personen des privaten und des öffentlichen Rechts, die im Bezirk der Industrie- und Handelskammer eine Betriebsstätte unterhalten. Sie werden als Kammerzugehörige bezeichnet.
Doppelmitgliedschaft: Einige Betriebe sind sowohl Mitglied der IHK als auch der Handwerkskammer, sogenannte Mischbetriebe. Dies ist meist dadurch verursacht, dass die Handwerksbetriebe (Teil A und teilweise B des Anhangs zur HwO) ein Handelsgeschäft haben, beispielsweise ein Autohaus: Dieses Unternehmen ist mit dem Geschäftsanteil, welcher Neu- und Gebrauchtwagen verkauft, also handelt, ein IHK-Mitglied. Durch seine Tätigkeit als handwerklicher Kfz-Wartungs- und Reparaturbetrieb aber – mit seiner Werkstatt – auch ein HWK-Mitglied. Die Beitragspflicht zur IHK ist bei Mischbetrieben an eine Umsatzuntergrenze gebunden. Handwerksähnliche Mischbetriebe (in Teil B2 des Anhangs zur HwO) gehören prinzipiell nur der IHK an, überwiegt der handwerksähnliche Betriebsteil, liegt eine Doppelmitgliedschaft vor.
Seltener findet man auch Doppelmitgliedschaften bei Landwirten oder anderen Kammerberufen, die Handelsgeschäfte betreiben.

### Beiträge
Die IHK-Beiträge setzen sich aus Grundbeitrag und Umlage zusammen. Der Grundbeitrag ist dabei nach Erträgen gestaffelt. Höhere Erträge führen absolut zu höherer, aber prozentual zu geringerer Belastung.
Keinen Beitrag zahlen natürliche Personen und nicht im Handelsregister eingetragene Personengesellschaften, sofern der Ertrag kleiner als 5200 Euro ist. Auch Existenzgründer bleiben für zwei Jahre beitragsfrei, wenn sie erstmals selbstständig tätig werden. Im dritten und vierten Jahr wird nur der Grundbeitrag erhoben, wenn der Ertrag unter 25.000 Euro liegt.
Die IHK-Vollversammlungen legen die Beiträge ihrer Region in der Haushalts- bzw. Wirtschaftssatzung fest. Ausschlaggebend ist die Summe aus Grundbeitrag und Hebesatz, die sich je nach IHK unterscheidet. Unternehmen mit einem Gewinn von 10.000 € zahlen zwischen 1,0 % (IHK Frankfurt am Main, Stand 2010) und 2,3 % (IHK Köln und IHK Schwerin, 2010) Beitrag. Unternehmen mit einem Gewinn von 2,8 Mio. Euro zahlen zwischen 0,114 % (IHK Düsseldorf, 2010) und 0,646 % (IHK Potsdam, 2010).

### Regionale Verteilung

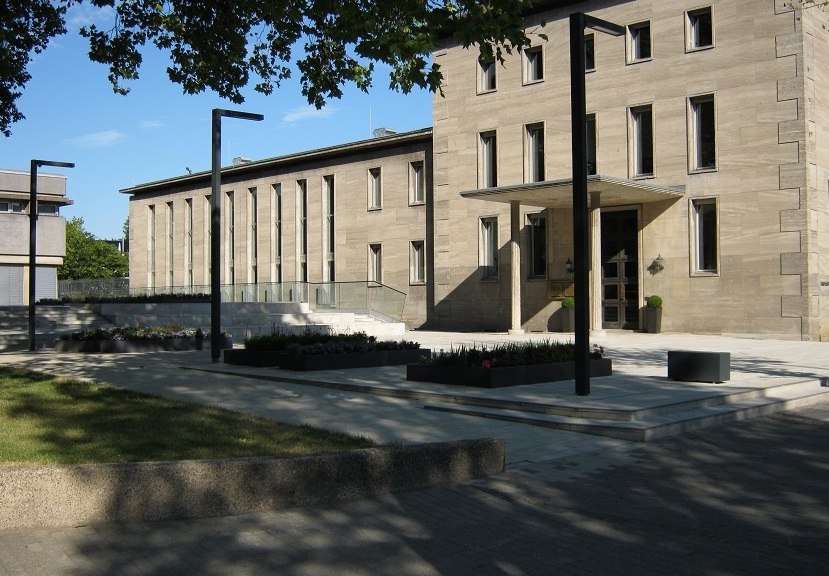
Industrie- und Handelskammer zu Dortmund

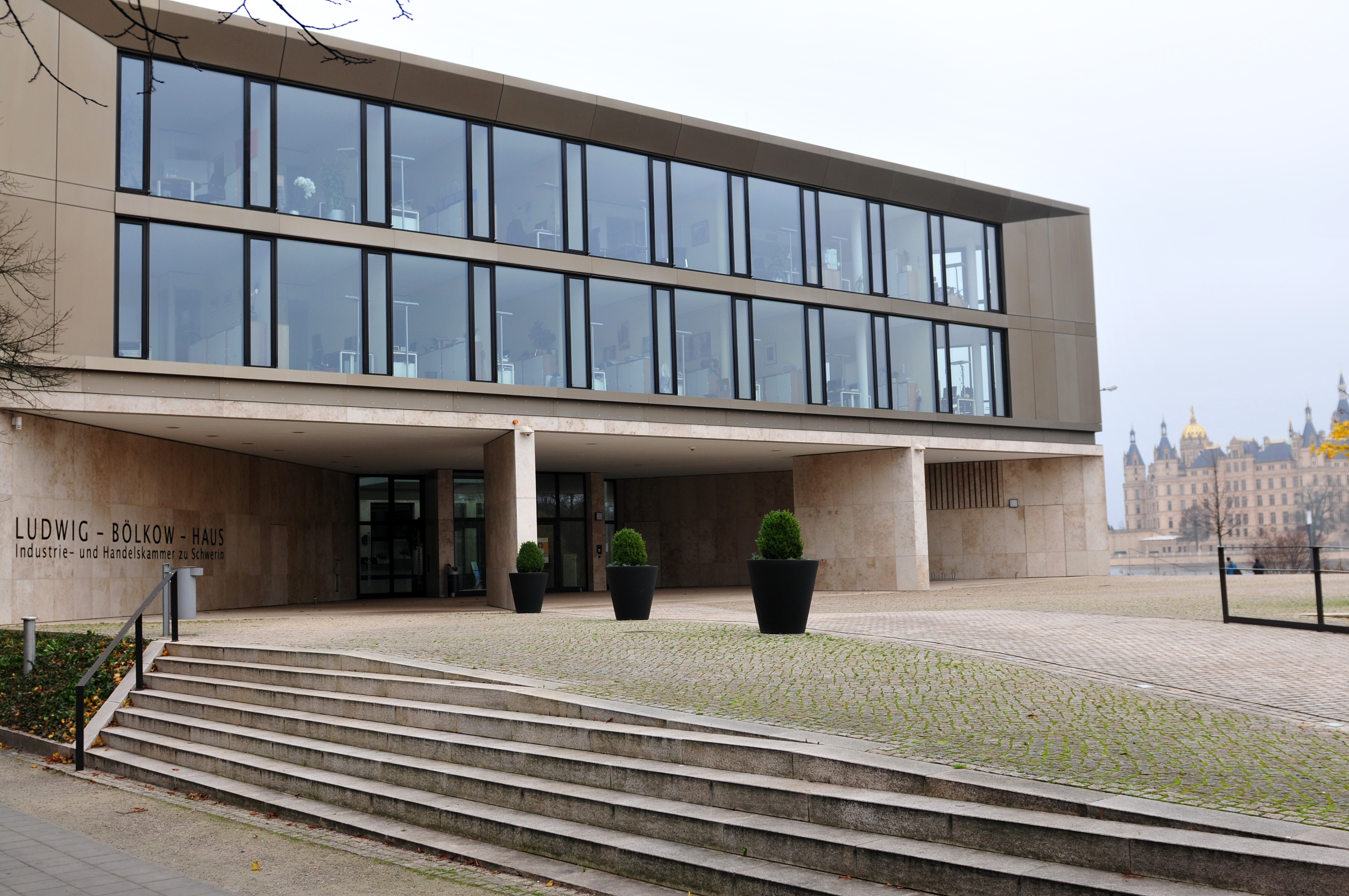
IHK Schwerin

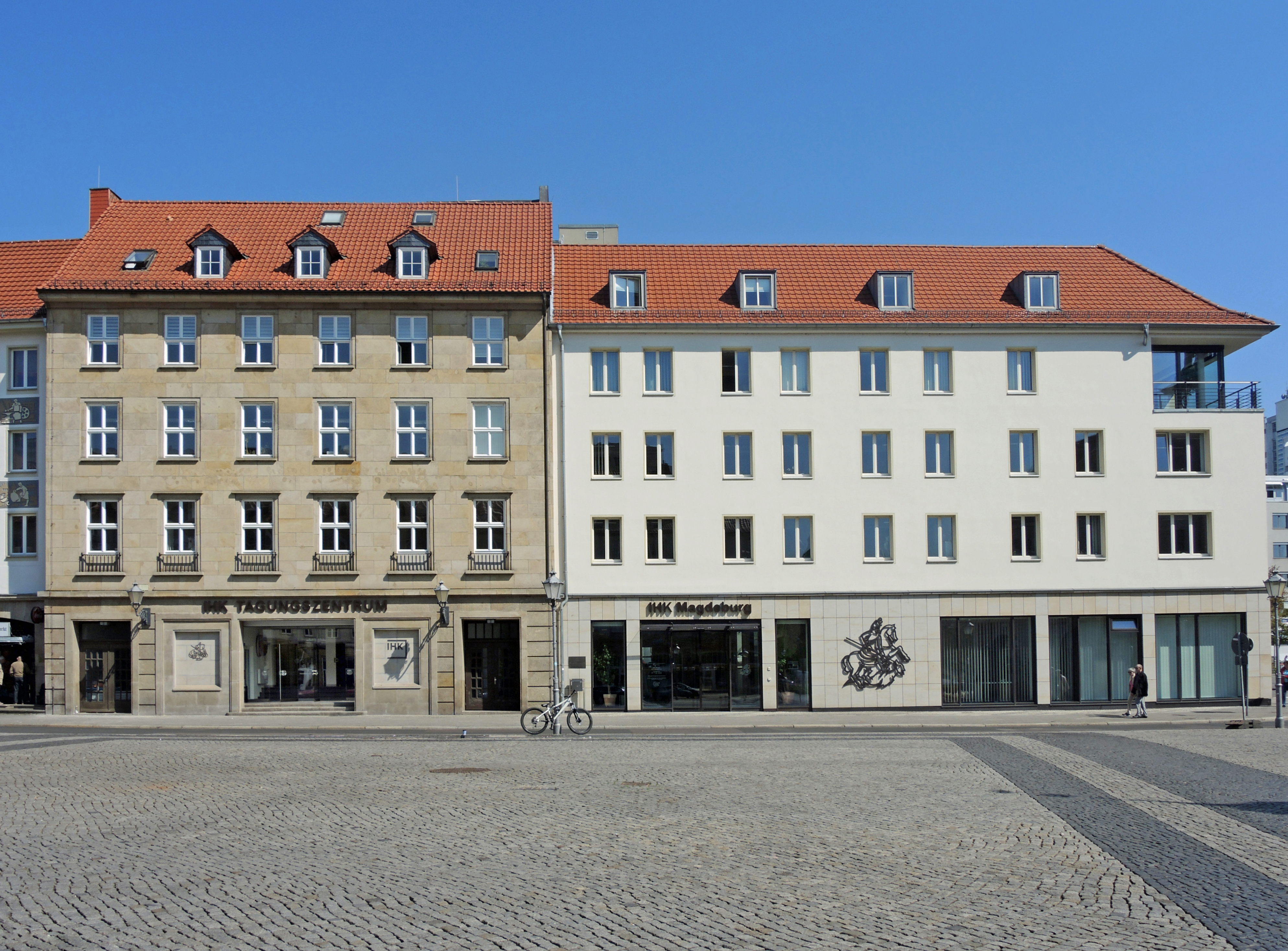
Das Gebäude der IHK Magdeburg

Die Industrie- und Handelskammern in Bremen und Hamburg nennen sich traditionell nur Handelskammer (siehe Handelskammer Bremen und Handelskammer Hamburg).
| Bundesland             | Anzahl IHK |
| ---------------------- | ---------- |
| Baden-Württemberg      | 12         |
| Bayern                 | 9          |
| Berlin                 | 1          |
| Brandenburg            | 3          |
| Bremen                 | 1          |
| Hamburg                | 1          |
| Hessen                 | 10         |
| Mecklenburg-Vorpommern | 3          |
| Niedersachsen          | 7          |
| Nordrhein-Westfalen    | 16         |
| Rheinland-Pfalz        | 4          |
| Saarland               | 1          |
| Sachsen                | 3          |
| Sachsen-Anhalt         | 2          |
| Schleswig-Holstein     | 3          |
| Thüringen              | 3          |
| Summe                  | 79         |

Für alle Kammern in Deutschland siehe: Liste der Industrie- und Handelskammern in Deutschland

### Aufgaben einer IHK
Die Aufgaben der Industrie- und Handelskammern bestehen nach der Gesetzgebung in zwei Komplexen:
- 1. „Vertretung der gewerblichen Wirtschaft gegenüber dem Staat“ und
- 2. „Wahrnehmung von Verwaltungsaufgaben auf wirtschaftlichem Gebiet“.[16]

Die IHKn wollen mit den „Beiträgen der Mitgliedsunternehmen die wirtschaftliche Unabhängigkeit ihrer IHK vor Einzelinteressen und gegen staatliche Einflussnahme“ sichern.
Die öffentliche Bestellung und Vereidigung von Sachverständigen ist eine der Aufgaben der IHK. Im Bereich der finanzwirtschaftlichen Immobilienbewertung ist diese jedoch weitgehend durch den EU-Personenzertifizierungsstandard abgelöst worden.
Die IHK ist die für die Berufsbildung in nichthandwerklichen Gewerbeberufen zuständige Stelle im Sinne des Berufsbildungsgesetzes (siehe §71 BBiG).

### Kritik
Die Kritik an den Industrie- und Handelskammern geht u. a. von ihren Mitgliedern selbst aus, wird aber auch von prominenten Wirtschaftsfachleuten wie dem ehemaligen BDI-Präsidenten Hans-Olaf Henkel getragen, der meint: „Diese Art staatlicher Bevormundung gibt es nur noch in Deutschland. Wir sollten es den Unternehmern selbst überlassen, ob sie die Leistungen der Handelskammern in Anspruch nehmen wollen oder nicht.“ Kritik zeigt sich auch in Medienberichten, Initiativen im Internet und Klagen der Mitglieder gegen die IHK. Die häufigsten Kritikpunkte dabei sind: die Pflichtmitgliedschaft, die permanente Ausweitung des Wirkungsgrades der IHK, die mangelnde demokratische Mitbestimmung, Vetternwirtschaft und die fehlende Transparenz. Organisationen von IHK-Kritikern sind die IHK-Rebellen und z. B. der Bundesverband für freie Kammern (BffK), die Initiative Die Kammer sind wir, die Initiative ProKMU und die Kaktus-Initiative.

#### Zur Pflichtmitgliedschaft
Kritisiert wird die Pflichtmitgliedschaft, die ausschließt, dass Unternehmen aus der IHK austreten können, selbst dann, wenn die IHK beispielsweise mit ihren Angeboten in der Fort- und Weiterbildung in Konkurrenz zu ihren Pflichtmitgliedern steht.
Unternehmen können nicht auswählen, welcher IHK sie angehören wollen.
In einem Urteil vom 23. Juni 2010 stellt das deutsche Bundesverwaltungsgericht (BVerwG) fest: „Zwangsverbände sind nur zulässig, wenn sie öffentlichen Aufgaben dienen und ihre Errichtung, gemessen an diesen Aufgaben, verhältnismäßig ist.“ Somit wird in diesem Punkt seitens des BVerwG hinsichtlich einer Mitgliedschaft qualitativ zwischen den Begriffen Pflicht und Zwang differenziert, was insofern der Bewertung der obligatorischen IHK-Mitgliedschaft als „Zwangsmitgliedschaft“ durch ihre Kritiker entspricht.
In einem Urteil (1 BvR 2222/12 | 1 BvR 1106/13) vom 12. Juli 2017 stellt das deutsche Bundesverfassungsgericht (BVerfG) fest: „Die an die Pflichtmitgliedschaft in Industrie- und Handelskammern gebundene Beitragspflicht ist verfassungsrechtlich nicht zu beanstanden. Dies hat der Erste Senat des Bundesverfassungsgerichts bekräftigt und Verfassungsbeschwerden von zwei Kammermitgliedern zurückgewiesen. […] Die Einbindung in die Industrie- und Handelskammern im Wege der Pflichtmitgliedschaft ist gerechtfertigt. Die in § 1 IHKG normierten Aufgaben entsprechen der für die wirtschaftliche Selbstverwaltung typischen Verbindung von Interessenvertretung, Förderung und Verwaltungsaufgabe, die vom Bundesverfassungsgericht bereits mehrfach als legitimer Zweck für die Pflichtmitgliedschaft angesehen wurde. Gerade die Pflichtmitgliedschaft sichert, dass alle regional Betroffenen ihre Interessen einbringen können und diese fachkundig vertreten werden. Dies ist auch mit Blick auf die weiteren Aufgaben der Industrie- und Handelskammern, Prüfungen abzunehmen und Bescheinigungen zu erteilen, gefragt.“

#### Zu den Aufgaben
Die IHK entfernen sich nach Ansicht ihrer Kritiker von ihren gesetzlichen Aufgaben durch Gründung von Tochterunternehmen und Vereinen und durch Äußerungen zu sozialpolitischen, bildungspolitischen, energiepolitischen, überregionalen und internationalen Themen. Die Veranstaltung von Empfängen, Ehrungen und Preisverleihungen gehört nach Ansicht der Kritiker ebenso wenig zu den Aufgaben einer Selbstverwaltung der Wirtschaft.

#### Zu den Beiträgen
Kritiker empfinden die IHK-Beiträge oft als zu hoch. Ferner sollen die Hebesätze für den Umlagebeitrag deutschlandweit um den Faktor acht voneinander abweichen, was als wettbewerbsverzerrend kritisiert wird.
In letzter Zeit wurde einzelnen IHKn Misswirtschaft und Intransparenz vorgeworfen; die Beiträge der Mitglieder würden für hohe Pensionen und umstrittene Immobilienvorhaben verwendet.

#### Zur Wahlbeteiligung
Die niedrige Wahlbeteiligung wird kritisiert. Sie liegt stets unter 20 % (IHK-Wahl Berlin: Wahlbeteiligung von 4,5 %). 77 der 80 IHKn vermeiden nach der Wahl die Veröffentlichung der Stimmenzahlen der Kandidaten und etwa 50 IHKn nennen nicht die Wahlbeteiligung in den Wahlergebnissen. Kritiker begründen damit Zweifel an der Legitimation der Vollversammlung und durch sie besetzte Ämter und Gremien.

#### Zur Wahlordnung und demokratische Prinzipien
Kritiker verweisen darauf, dass die Wahlordnungen durch die Einteilung in Wahlgruppen für die verschiedenen Branchen den Stimmen ein unterschiedliches Gewicht geben. Dieser Unterschied des Stimmengewichts widerspreche dem demokratischen Grundprinzip der Wahlgleichheit.
In einer Dissertation im Auftrag des Deutschen Industrie- und Handelskammertages (DIHK) stellt der Referatsleiter Zivilrecht und Justiziariat des DIHK, Christian Groß, fest, dass die IHK-Wahlen „nicht dem Geltungs- und Anwendungsbereich des Demokratieprinzips unterliegen“.
Dem widersprach 2011 das Verwaltungsgericht Berlin: „Die Vertreterversammlung, als Organ einer Selbstverwaltungskörperschaft, gilt als Legislativorgan und ist damit auch dem Demokratieprinzip verpflichtet. Daraus ergibt sich ebenfalls die Bindung an die Grundsätze der Spiegelbildlichkeit und der Diskontinuität.“
Wähler können sich zudem ausschließlich zwischen Kandidaten ihrer Wahlgruppe entscheiden. Die Vollversammlung ergänzt sich per Mehrheitsentscheid nach den Wahlen mittels Kooptation ohne Kontrolle durch die Wähler, was Minderheiten in der Versammlung schwächen kann. Auch die Ehrenmitglieder der Vollversammlung werden ohne Zustimmung der IHK-Mitglieder ernannt. Kritiker sehen in diesen Punkten jeweils eine Einschränkung der demokratischen Mitbestimmung.

## Organisation in Österreich
Die österreichischen Handelskammern wurden schon 1849 begründet, mit Pflichtmitgliedschaft und dem Recht auf Begutachtung von Gesetzes- und Verordnungsentwürfen. Nach Novellierungen 1850, 1868, 1920 und 1937 wurde die Vertretung durch das Handelskammergesetz 1946 (zuletzt 1995 novelliert) neu gestaltet, und Kammern der gewerblichen Wirtschaft genannt. Mit dem Wirtschaftskammergesetz 1998 (WKG) wurden die ursprünglichen Handelskammern endgültig in die Wirtschaftskammer Österreich (WKÖ) und ihrer Landesorganisationen übergeführt: Für das exportorientierte Land wurden spezielle Handelskammern unzeitgemäß und mit dem EU-Beitritt Österreichs ein Gutteil der Außenhandelsbeziehungen eine Angelegenheit des Binnenmarktes. Auch dort gibt es eine Pflichtmitgliedschaft. Deutsche Unternehmen, die Geschäftsbeziehungen nach Österreich haben, werden in Österreich von der Deutschen Handelskammer in Österreich unterstützt. Die DHK gehört zum Netzwerk der Industrie- und Handelskammern.
Auf Bundesebene gibt es noch die ICC Austria – Internationale Handelskammer als Dienststelle.
Daneben gibt es als länderübergreifende Organisationen beispielsweise die Handelskammer Schweiz-Österreich-Liechtenstein, die Französisch-Österreichische Handelskammer (CCFA), die Österreichisch-Israelische Handelskammer (AICC) und die Kroatisch-Österreichische Handelskammer. Mit anderen Ländern bestehen gegenseitige Vertretungsstellen, durchwegs an den Auslandsvertretungen etwa in Form einer Handelsabteilung der österreichischen Botschaft durch die Außenwirtschaft Austria als Organisation der Wirtschaftskammer, respektive analog in den Vertretungen ausländischer Staaten in Österreich.

## Organisation in der Schweiz und Liechtenstein
In der Schweiz nehmen 19 kantonale und regionale Handelskammern die Aufgaben wahr. Die meisten von ihnen wurden in der zweiten Hälfte des 19. Jahrhunderts, im Zuge der Entstehung des modernen Schweizer Bundesstaates, gegründet. Durch die Kompetenzverlagerung an den Bundesstaat gewann die Einflussnahme durch Interessenorganisationen an Bedeutung. Die mit Abstand älteste Handelskammer der Schweiz ist die Industrie- und Handelskammer St.Gallen-Appenzell, deren Ursprung auf das 15. Jahrhundert zurückgeht. Nach der Gründung des Kantons Jura 1979 entstand die jüngste Handelskammer der Schweiz. Die Handelskammern sind privatrechtliche Vereine und vertreten die Interessen ihrer Mitgliedsunternehmen gegenüber den Behörden und bieten ihnen verschiedene Dienstleistungen an. Im Gegensatz zu Deutschland oder Österreich gibt es in der Schweiz keine Pflichtmitgliedschaft für Unternehmen. Zusammen mit der Liechtensteinischen Industrie- und Handelskammer sind die kantonalen Handelskammern in der Schweizer Industrie- und Handelskammer (SIHK) zusammengeschlossen.
Die Liechtensteinische Industrie- und Handelskammer und die Wirtschaftskammer Liechtenstein sind als privatrechtlicher Vereine die freiwillige Interessensvertretungen der größeren liechtensteinischen Industriebetriebe, Banken und einiger Dienstleistungsunternehmen.

## Organisation in Belgien
Die Industrie- und Handelskammer Eupen-Malmedy-St.Vith (IHK Eupen) ist mit dem Arbeitgeberverband in der Deutschsprachigen Gemeinschaft Belgiens (aved) im Rahmen eines Gemeinschaftssekretariates für Ostbelgien organisiert. Die IHK Eupen umfasst 420 Mitgliedsunternehmen aus den Bereichen Industrie, Handel und Dienstleistung. Sie hat den juristischen Status einer Vereinigung ohne Gewinnerzielungsabsicht.
Insgesamt gibt es 14 Kammerbezirke in Belgien. Alle belgischen IHK finden sich in der Liste der Industrie- und Handelskammern in Belgien.

## Weitere Länder
- In Frankreich werden diese Aufgaben von den Chambres de commerce et d’industrie (CCI) erfüllt. Für diese siehe die Liste der Industrie- und Handelskammern in Frankreich.
- In Belgien wurden 1874 die gesetzlich organisierten Handelskammern wieder aufgehoben.
- In Großbritannien sind die lokalen Industrie- und Handelskammern zusammengefasst unter der Dachorganisation British Chambers of Commerce.[46]
- In Israel befand sich die Israelisch-Deutsche Industrie- und Handelskammer,[47] heute die Deutsch-Israelische Industrie- und Handelskammer.[48]
- In Italien ist das Pendant zur IHK und anderen Wirtschaftskammern die Handels-, Industrie-, Handwerks- und Landwirtschaftskammer (Camera di commercio, industria, artigianato e agricoltura), kurz „Handelskammer“ genannt. Die Kurzbezeichnung der Dachorganisation ist Unioncamere.
- Die Deutsche IHK in Hiroshima (Japan) wurde beim Abwurf der ersten Atombombe stark beschädigt und brannte völlig aus. Die äußeren Gebäudestrukturen blieben erhalten und sind einer der bekanntesten Erinnerungsorte an das Ereignis.
- In Litauen sind fünf regionale Industrie-, Handels- und Handwerkskammern zusammengefasst in der Association of Lithuanian Chambers of Commerce, Industry and Crafts. Die größte Kammer ist die (zuerst 1925 gegründete) Vilnius prekybos, pramonės ir amatų rūmai mit ca. 400 Mitgliedern. Es gibt keine Zwangsmitgliedschaft.[49]
- In den Niederlanden nimmt die Kamer van Koophandel diese Aufgaben wahr.[50]
- In Osttimor existiert seit 2010 die Câmera de Comércio e Indústria de Timor-Leste (CCI-TL).[51]
- In den USA bildet die 1912 gegründete United States Chamber of Commerce mit Sitz in Washington und ca. drei Millionen Mitgliedern eine Dachorganisation für Unternehmen, Unternehmensvereinigungen, Handelskammern der Bundesstaaten und lokale Handelskammern sowie für die US-Auslandshandelskammern. Sie ist die größte Handelskammer der Welt.[52]

Weitere Länder: Mitgliedsart und Aufgabenbereiche in anderen Ländern finden sich unter anderem in der Drucksache 13/1664 des Landtags von Baden-Württemberg.